# Voss Folkemuseum
Voss Folkemuseum (Muzeum lidové kultury ve Vossu) se nachází v západonorském městě Voss. Hlavní částí muzea je statek Mølstertunet a administrativní budova, ve které se nachází výstavní prostory. Muzeum však spravuje také další památky jako statek Nesheimstunet, Oppheim gamle prestegard a muzeum řezbáře Magnuse Dagestada (v těchto budovách jsou prohlídky možné na požádání).

## Mølstertunet
Nejvýznamnější část Muzea lidové kultury ve Vossu tvoří původní statek Mølstertunet. Prvním písemným pramenem, který zmiňuje Mølster, je diplom z roku 1387, místo však bylo pravděpodobně osídleno již před dobou vikingskou. Není přesně známo, kdy byl statek prvně rozdělen na dvě části, ale víme, že v roce 1521 zde hospodařili dva sedláci, Anders a Alf. Hospodářství byla od sebe ekonomicky oddělena, proto se na statku nachází většina staveb dvakrát. Pro větší přehlednost jsou budovy na statku označeny čísly 1 a 2, podle toho, zda je užíval sedlák ze statku č. 1, nebo sedlák ze statku č. 2. Statek č. 1 byl ve vlastnictví jedné rodiny od začátku 18. století, statek č. 2 od roku 1916. Poslední obyvatelé se odstěhovali roku 1927 a v následujícím roce muzeum stavby zpřístupnilo veřejnosti.
Statek se skládá ze 16 budov, žádná nebyla přivezena či přemístěna, což činí z Mølstertunet jedinečný komplex lidové architektury, kde si mohou návštěvníci na základě funkce a rozmístění jednotlivých staveb udělat představu o životě na norském venkově v minulých stoletích.
Nejstarší stavbou je årestova (černá kuchyně; místnost s otevřeným ohništěm), která pochází z přelomu 16. a 17. století (datována do roku 1500). Typické stavební prvky takto starých staveb jsou k vidění i zde – kulaté trámy, otevřené ohniště, dýmník ve střeše, který sloužil k odvádění kouře z místnosti a zároveň jako zdroj světla. Nad ohništěm se nachází kotel využívaný pro vaření obilné kaše i piva, na železné plotně se pekla dvakrát ročně zásoba norského chleba flatbrød (tenké placky z vody a mouky). Po stranách obklopovaly místnost hliněné lavice, které sloužily ke spánku i k sezení.
Druhá polovina domu, ve které se nachází obytná místnost, byla postavena v 50. letech 19. století. Má již okna a kamna s odvodem kouře do komína, což umožnilo nad místností vybudovat půdu, kde spávali pomocníci a starší děti. Ti rovněž měli místo ke spaní na půdě ve chlévě a mohli tak využít teplo dobytka.
Jak bylo pro oblast Vossu typické, jsou stavby na statku rozloženy do dvou řad. Chlévy stojí v první řadě, aby mohla močůvka odtékat přímo na pole pod nimi, obytná stavení tvoří druhou řadu. Výjimkou je malý dům umístěný mezi dvěma komorami, který sloužil jako výminek pro původní majitele statku. Jedná se o jedinou vymalovanou místnost na statku, barvy byly drahou záležitostí. Stavba nalevo od výminku je nejspíše druhou nejstarší budovou na statku a její spodní patro sloužilo jako komora pro uskladnění potravin, v druhém patře se nachází tzv. parádní pokoj. Místnost byla uchráněna od kouře i zápachu z chléva, a tak byla využívána pro uskladnění šatů, stříbra, mincí nebo jako pokoj pro hosty. V létě zde spávaly dívky, a pokud se na statku konala svatba, využíval se jako pokoj pro nevěstu.
Domy mají střechy kryté břidlicí nebo drny.
Muzeum má ve svých sbírkách přes 20 tisíc předmětů, z nichž některé jsou součástí výstavy ve druhém patře administrativní budovy. Jde zejména o tzv. vossabryllup, svatební průvod složený z dřevěných figurek, které vytvořil řezbář Gudleik Brekkhus.